# Заикин, Геннадий Юрьевич
Геннадий Юрьевич Заикин (16 февраля 1957 — 13 июля 2017) — советский хоккеист, нападающий. Бо́льшую часть своей игровой карьеры выступал за хоккейный клуб «Салават Юлаев» из Уфы, также играл за команды СКА (Куйбышев) и «Авангард» (Уфа).

## Биография
Геннадий Заикин родился 16 февраля 1957 года в городе Артём Приморского края, где его отец (сам родом из Уфы) проходил воинскую службу. Когда Геннадию было два года, семья вернулась в Уфу. Хоккеем Геннадий начал заниматься, когда ему было около 12 лет. Его первым тренером был Марат Азаматов, а в команду его ровесников входили ставшие впоследствии известными хоккеисты Александр Логинов (вратарь), Ирек Гимаев и Михаил Анфёров. В составе уфимской команды «Салават Юлаев» в 1974 году Заикин стал чемпионом СССР по хоккею среди юниоров (до 18 лет), а в аналогичном чемпионате 1975 года стал серебряным призёром. Затем он был призван в армию, выступал за молодёжную команду ЦСКА, в составе которой стал победителем чемпионата СССР по хоккею среди молодёжных команд (до 20 лет). После этого был командирован в хоккейный клуб СКА (Куйбышев), старшим тренером которого в то время был Владимир Брежнев.
В 1977 году Геннадий Заикин вернулся в «Салават Юлаев», на место старшего тренера которого в тот год был назначен Валерий Никитин. Заикин играл за клуб «Салават Юлаев» до 1985 года, был капитаном команды. Сначала «Салават Юлаев» выступал в первой лиге чемпионата СССР по хоккею, в 1978, 1980, 1982 и 1985 годах пробивался в высшую лигу, а в 1979, 1981 и 1983 годах возвращался в первую лигу. В команде партнёрами Заикина по тройке нападения в разные годы были Рашит Гимаев, Анатолий Емелин, Рафаил Ишматов и другие. За время выступлений в высшей лиге чемпионата СССР Заикин забросил 36 шайб в 145 матчах. В сумме за все годы выступлений за клуб «Салават Юлаев» в высшей и первой лигах Заикин забросил 167 шайб в ворота соперников. С этим результатом, по состоянию на март 2008 года, он занимал десятое место в списке самых результативных форвардов команды.
В декабре 1982 года трое игроков «Салавата Юлаева» — Геннадий Заикин, Рашит Гимаев и Рафаил Ишматов — были включены в состав московского «Спартака» для выступления на Кубке Шпенглера, матчи которого проходили в Давосе (Швейцария). По итогам круговых соревнований спартаковцы заняли второе место, победив в трёх встречах и уступив в одной — чехословацкой команде «Дукла», которая и стала победителем турнира. Заикин принял участие во всех четырёх встречах, забросив одну шайбу.
В 1985 году Заикин завершил свои выступления за клуб «Салават Юлаев». По его собственным словам, главная причина ухода была связана с его конфликтом с главным тренером Виктором Садомовым, перешедшим в уфимский клуб из Саратова. В 1986—1988 годах Заикин выступал за хоккейный клуб «Авангард» (Уфа), тренером которого в то время был Рафаил Ишматов. Уфимский «Авангард» в сезоне 1986—1987 годов играл во второй лиге, а в сезоне 1987—1988 годов — в первой лиге чемпионата СССР.
После окончания игровой карьеры Геннадий Заикин работал в СДЮШОР «Салават Юлаев». В сезоне 2014—2015 годов был тренером хоккейного клуба «Горняк» (Учалы). Затем работал в детско-юношеской спортивной школе «Нефтяник» города Альметьевск. Скончался 13 июля 2017 года.

## Достижения
- Серебряный призёр соревнований на Кубок Шпенглера — 1982[укр.][4].